# Roilya Ranaivosoa
Roilya Ranaivosoa (ur. 14 listopada 1990 w Curepipe) – maurytyjska sztangistka, olimpijka z Rio de Janeiro 2016 i z Tokio 2020, mistrzyni Afryki.

## Udział w zawodach międzynarodowych
| Impreza              | Rok  | Miejsce        | Kategoria | Wynik  | Wynik   |
| Impreza              | Rok  | Miejsce        | Kategoria | Punkty | Miejsce |
| -------------------- | ---- | -------------- | --------- | ------ | ------- |
| Igrzyska olimpijskie | 2016 | Rio de Janeiro | do 48 kg  | 173    | 9.      |
| Igrzyska olimpijskie | 2020 | Tokio          | do 49 kg  | 164    | 11.     |
| Mistrzostwa świata   | 2014 | Ałmaty         | do 58 kg  | 180    | 25.     |
| Mistrzostwa świata   | 2015 | Houston        | do 48 kg  | 180    | 13.     |
| Mistrzostwa świata   | 2017 | Anaheim        | do 53 kg  | 178    | 12.     |
| Mistrzostwa świata   | 2018 | Aszchabad      | do 49 kg  | 173    | 13.     |
| Mistrzostwa świata   | 2019 | Pattaya        | do 49 kg  | 171    | 20.     |
| Mistrzostwa Afryki   | 2017 | Vacoas-Phoenix | do 48 kg  | 171    | złoto   |
| Mistrzostwa Afryki   | 2018 | Mahébourg      | do 53 kg  | 180    | złoto   |
| Mistrzostwa Afryki   | 2019 | Kair           | do 49 kg  | 164    | srebro  |
| Igrzyska afrykańskie | 2019 | Rabat          | do 49 kg  | 169    | złoto   |